# Étienne Hinsberger
Pour les articles homonymes, voir Alexis Hinsberger.
Étienne Hinsberger, né le 27 décembre 1920 à Saint-Louis-lès-Bitche et mort le 27 mai 2008 à Sarreguemines, est un homme politique français. 

## Biographie
Étienne Hinsberger est né le 27 décembre 1920 à Saint-Louis-lès-Bitche.

## Détail des fonctions et des mandats
Mandats parlementaires
- 18 novembre 1962 - 2 avril 1967 : Député de la 7e circonscription de la Moselle
- 5 mars 1967 - 30 mai 1968 : Député de la 7e circonscription de la Moselle
- 23 juin 1968 - 1er avril 1973 : Député de la 7e circonscription de la Moselle